# 伊興村
伊興村（いこうむら）とは、1891年（明治24年）4月1日から1932年（昭和7年）10月1日まで存在した東京府南足立郡の村。
現在の伊興、伊興本町、東伊興、西伊興、西伊興町、西竹の塚に相当する。

## 概要
伊興村は南足立郡北部の村。

## 村名の由来
旧来の「伊興村」を継承したことから。

## 歴史

### 年表
- 1889年（明治22年）5月1日 - 市制町村制の施行により伊興村、保木間村、竹塚村、六月村の4か村を統合し渕江村が発足。
- 1891年（明治24年）4月1日 - 渕江村より分離独立し伊興村成立。
- 1932年（昭和7年）10月1日 - 千住町、西新井町、梅島町、東渕江村、渕江村、舎人村、江北村、綾瀬村、花畑村とともに東京市へ編入され足立区となる。